# Борхерт, Эрих Вильгельмович
Эрих Вильгельмович Борхерт (16 февраля 1907 Эрфурт — 25 сентября 1944 Карагандинский ИТЛ, ГУЛАГ, НКВД) — немецкий и советский живописец.

## Биография
1913—1921 был учеником городской католической школы города Эрфурта. Борхерт с 1926 по 1929 г. учился настенной живописи в Баухауз Дессау и был учеником Пауля Клее, Василия Кандинского и Лионеля Файнингера. Окончил в 1930 году с дипломом художника-архитектора. Ещё в 1928 он вступил в ячейку Коммунистической партии Германии в Баухаузе. 1930—1932 по приглашению Гиннерка Шепера и запросу ВСНХ СССР приехал в Москву где руководил художественной группой в тресте «Малярстройпроект».
В 1931 г. женился на русской художнице Софье Васильевне Матвеевой (1904—1986). В 1935 году у них родилась дочь Эрика. Ее муж — Игорь Алексеевич Кольченко (1935—2010), историк. Внуки Эриха Борхерта — Дария Кольченко (г.р.1970) и Иван Кольченко (г.р.1972).
30 апреля 1933 г. открылась персональная выставка в Московском государственном музее Нового Западного искусства.
9 июня 1939 г. постановлением президиума ВЦИК получил гражданство СССР.
25 декабря 1941 г. Борхерт был направлен в качестве солдата стройбатa на строительство Уральского алюминиевого завода.
Через год, 18 ноября 1942 года был арестован по обвинению в «подготовке акта саботажа на тепловой электростанции в городе Красногорский из Каменска-Уральского и планирование незаконного изменения в сторону немецко-фашистских войск». 15 января 1944 года через 13 месяцев после ареста, он был приговорен к 20 годам ИТЛ в соответствии со статьями 58-1a, 19-56-9, 58-10 и 58-11 часть 2 УК РСФСР за «членство в антисоветской диверсионной группе, антисоветской агитации и измене Родине».
24 сентября 1944 г. Борхерт умер в трудовых лагерях Карлаг в возрасте 37 лет. 6 июля 1962 г. определением Военного Трибунала Уральского военного округа был посмертно реабилитирован.
Супруге Эриха Борхерта, Софье Матвеевой, удалось организовать в 1962 году посмертную персональную выставку картин мужа в Центральном доме архитектора.